# Velimir Perasović
Velimir Perasović, né le 9 février 1965 à Split, est un joueur et entraîneur croate de basket-ball.

## Biographie

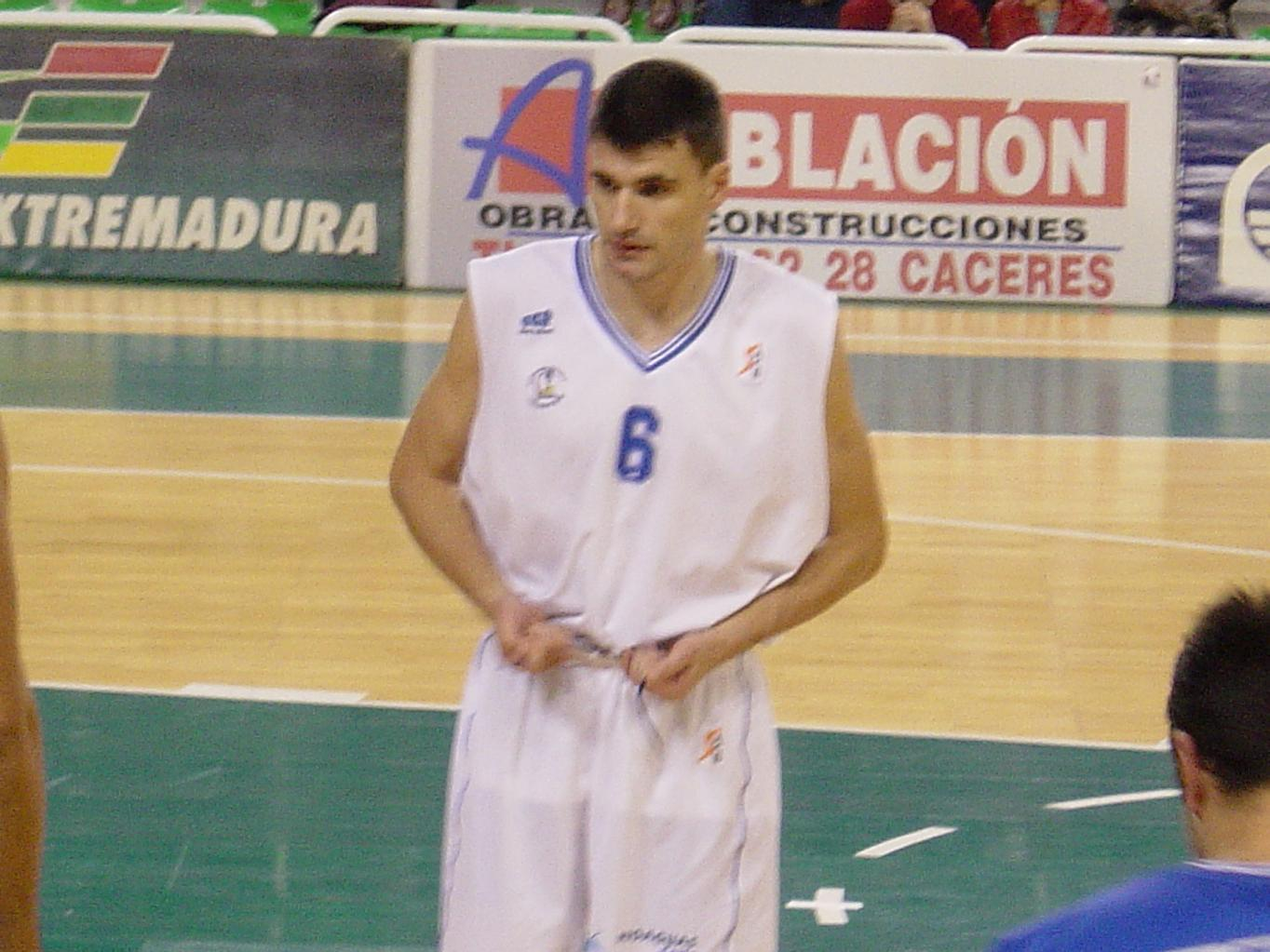
Perasović sous le maillot d'Alicante

Après une carrière en Croatie dans le grand club du Jugoplastika Split avec lequel il remporte trois titres d'Euroligue aux côtés de joueurs prestigieux comme Toni Kukoč et Dino Radja, puis au KK Slobodna Dalmacija, il rejoint la Liga ACB en Espagne. C'est avec le Tau Vitoria qu'il y effectue sa plus grande carrière. Avec ce club, il remporte la Coupe des Coupes et une Coupe du Roi.
En équipe nationale, il joue tout d'abord avec la Yougoslavie. Avec cette sélection, il remporte le titre mondial en 1990 en Argentine avec Dražen Petrović, Toni Kukoč, Dino Radja, Vlade Divac puis le titre européen l'année suivante en Italie pour la dernière grande sortie de la Yougoslavie avant l'éclatement de celle-ci.
Sous les couleurs de la Croatie, il obtient la médaille d'argent aux Jeux olympiques de 1992 de Barcelone, battue par la Dream Team. Puis, deux médailles de bronze en Championnat d'Europe viennent compléter son palmarès.
Après sa carrière de joueur, il occupe un rôle de manager, il revient en Espagne pour entraîner son ancien club de Tau Vitoria en 2005. Le club (dans lequel joue Luis Scola, Pablo Prigioni et Jorge Garbajosa) atteint le Final Four de l'Euroligue en 2006.
En janvier 2012, il devient l'entraîneur du Valencia BC en remplacement de Paco Olmos. Perasović amène le club en finale de l'EuroCoupe 2011-2012 (l'équipe, qui comprend Nik Caner-Medley et Nando de Colo, est battue par le BC Khimki Moscou) et en demi-finale en 2012-2013. Son contrat avec Valence est renouvelé en mars 2014 jusqu'à la fin de la saison 2014-2015. En janvier 2015, Perasović est limogé de son poste d'entraîneur à cause des résultats médiocres de Valence et remplacé par Carles Duran.
Perasović est ensuite nommé entraîneur du Saski Baskonia « Laboral Kutxa ». Le club réalise une très bonne saison, atteignant le Final Four de l'Euroligue mais ne remporte aucun trophée et Perasović quitte le club mi-juin 2016. Il rejoint ensuite l'Anadolu Efes, club turc qui dispute l'Euroligue.
En décembre 2017, Perasović est limogé de son poste à l'Anadolu Efes en raison de résultats sportifs insuffisants. Il est remplacé à titre intérimaire par Agustí Julbe, puis par Ergin Ataman.
En novembre 2018, Pedro Martínez est limogé de son poste d'entraîneur en raison du mauvais bilan (2 victoires pour 5 défaites) du Kirolbet Baskonia Vitoria-Gasteiz en Euroligue. Il est remplacé par Perasović qui signe un contrat jusqu'à la fin de la saison 2019-2020.
Perasović est limogé de son poste d'entraîneur en décembre 2019 alors que Baskonia a un faible bilan de 7 victoires pour 6 défaites en Liga ACB et de 6 victoires pour 9 défaites en Euroligue. Il est remplacé à titre intérimaire par Josep María Berrocal, puis de manière permanente par Duško Ivanović.
En juin 2021, Perasović est nommé entraîneur de l'UNICS Kazan.

## Clubs successifs

### Joueur
- 1985-1990 :  Jugoplastika Split
- 1990-1991 :  Pop 84 Split
- 1991-1992 :  KK Slobodna Dalmacija
- 1992-1993 :  CB Breogan
- 1993-1997 :  Tau Vitoria
- 1997-2002 :  Baloncesto Fuenlabrada
- 2002-2003 :  CB Lucentum Alicante

### Entraîneur
- 2004-2005 :  CDB Séville
- 2005-2007 :  Tau Vitoria
- 2007-2008 :  Estudiantes Madrid
- 2008-2010 :  Cibona Zagreb
- 2010-2011 :  Efes Pilsen
- 2012-2015 :  Valencia BC
- 2015-2016 :  Laboral Kutxa
- 2016-2017 :  Anadolu Efes Spor Kulübü
- 2018-2019 :  Saski Baskonia
- depuis 2021 :  UNICS Kazan

## Palmarès

### Joueur

#### Club
- Euroligue 1989, 1990, 1991
- Coupe des Coupes 1996
- Finaliste de la Coupe des Coupes 1994, 1995
- Champion de Yougoslavie 1988, 1989, 1990, 1991
- Coupe de Yougoslavie 1990, 1991
- Coupe de Croatie 1992
- Coupe du Roi 1995
- Finaliste de la Coupe du Roi 1994

#### Sélection nationale
- Jeux olympiques d'été
  -  Médaille d'argent des Jeux olympiques de 1992 de Barcelone avec la Croatie
- Championnat du monde
  -  Médaille d'or du Championnat du monde de basket masculin 1990 en Argentine avec la Yougoslavie
- Championnat d'Europe
  -  Médaille d'or du championnat d'Europe de basket-ball 1991 en Italie avec la Yougoslavie
  -  Médaille de bronze du championnat d'Europe de basket-ball 1995 en Grèce avec la Croatie
  -  Médaille de bronze du championnat d'Europe de basket-ball 1993 en Allemagne avec la Croatie
  - 11e du championnat d'Europe de basket-ball 1997 en Espagne
  -  Médaille d'argent du Championnat d'Europe junior 1982 en Bulgarie
  -  Médaille de bronze du Championnat d'Europe junior 1984 en Suède

### Entraîneur
- Finaliste de la Euroligue 2005
- Vainqueur de la Coupe d'Espagne 2006
- Champion de Croatie 2009 et 2010
- Vainqueur de la Coupe de Croatie 2009
- Vainqueur de l'EuroCoupe 2014